# Rostbröstad honungsfågel
Rostbröstad honungsfågel (Conopophila albogularis) är en fågel i familjen honungsfåglar inom ordningen tättingar.

## Utseende och läte
Rostbröstad honungsfågel är en liten honungsfågel med orangerött band över bröstet. Aniktet är grått, ryggen brun och buken vit. Ungfågeln saknar det rostfärgade bröstbandet och har också rosa på näbben.

## Utbredning och systematik
Rostbröstad honungsfågel behandlas antingen som monotypisk eller delas in i två underarter med följande utbredning:
- Conopophila albogularis mimikae – förekommer i norra och södra Nya Guinea och Aruöarna
- Conopophila albogularis albogularis – förekommer i Arnhem Land, Melvilleön, Cape York-halvön och Torres Strait-öarna

## Levnadssätt
Rostbröstad honungsfågel hittas i skogstrakter, oftast nära vatten och även i mangroveträsk. I Darwin är den en mycket vanlig fågel i parker och trädgårdar. Födan består av insekter och nektar. 

## Status och hot
Arten har ett stort utbredningsområde, men tros minska i antal, dock inte tillräckligt kraftigt för att den ska betraktas som hotad. Internationella naturvårdsunionen IUCN listar arten som livskraftig (LC).